# Belgium az 1996. évi nyári olimpiai játékokon
Belgium az egyesült államokbeli Atlantában megrendezett 1996. évi nyári olimpiai játékok egyik részt vevő nemzete volt. Az országot az olimpián 14 sportágban 61 sportoló képviselte, akik összesen 6 érmet szereztek.

## Érmesek
| Érem  | Versenyző           | Sportág    | Versenyszám      |
| ----- | ------------------- | ---------- | ---------------- |
| Arany | Ulla Werbrouck      | Cselgáncs  | Női félnehézsúly |
| Arany | Fred Deburghgraeve  | Úszás      | Férfi 100 m mell |
| Ezüst | Gella Vandecaveye   | Cselgáncs  | Női váltósúly    |
| Ezüst | Sébastien Godefroid | Vitorlázás | Férfi finn dingi |
| Bronz | Harry Van           | Cselgáncs  | Férfi nehézsúly  |
| Bronz | Marisabel Lomba     | Cselgáncs  | Női könnyűsúly   |

## Asztalitenisz
Férfi
| Versenyző         | Versenyszám | Csoportkör                                                                                     | Csoportkör | Nyolcaddöntő                              | Negyeddöntő                             | Elődöntő          | Döntő             | Helyezés |
| Versenyző         | Versenyszám | Ellenfél Eredmény                                                                              | Hely.      | Ellenfél Eredmény                         | Ellenfél Eredmény                       | Ellenfél Eredmény | Ellenfél Eredmény | Helyezés |
| ----------------- | ----------- | ---------------------------------------------------------------------------------------------- | ---------- | ----------------------------------------- | --------------------------------------- | ----------------- | ----------------- | -------- |
| Jean-Michel Saive | Egyes       | C csoport · Duhajl el-Habasi (KUW) · 2:0 · Vasile Florea (ROU) · 2:0 · Peter Franz (GER) · 2:0 | 1.         | Zoran Primorac (CRO) · 21–13, 21–16, 21–8 | Petr Korbel (CZE) · 10–21, 13–21, 19–21 | kiesett           | kiesett           | 5.       |
| Philippe Saive    | Egyes       | F csoport · Slobodan Grujić (SCG) · 1:2 · Liu Guoliang (CHN) · 0:2 · Mark Smythe (AUS) · 2:0   | 3.         | kiesett                                   | kiesett                                 | kiesett           | kiesett           | 33.      |

## Atlétika
Férfi
| Versenyző         | Versenyszám | Előfutam | Előfutam | Előfutam | Negyeddöntő | Negyeddöntő | Negyeddöntő | Elődöntő | Elődöntő | Elődöntő | Döntő   | Döntő    |
| Versenyző         | Versenyszám | Idő      | Hely.    | Össz.    | Idő         | Hely.       | Össz.       | Idő      | Hely.    | Össz.    | Idő     | Helyezés |
| ----------------- | ----------- | -------- | -------- | -------- | ----------- | ----------- | ----------- | -------- | -------- | -------- | ------- | -------- |
| Patrick Stevens   | 200 m       | 20,60    | 1.       | 15.      | 20,43       | 2.          | 6.          | 20,46    | 4.       | 10.      | 20,27   | 7.       |
| Patrick Stevens   | 100 m       | 10,21    | 2.       | 8.       | 10,31       | 4.          | 24.*        | kiesett  | kiesett  | kiesett  | kiesett | kiesett  |
| Erik Wijmeersch   | 100 m       | 10,24    | 3.       | 9.**     | 10,37       | 5.          | 30.         | kiesett  | kiesett  | kiesett  | kiesett | kiesett  |
| Erik Wijmeersch   | 200 m       | 20,68    | 2.       | 21.      | 20,59       | 4.          | 16.**       | kiesett  | kiesett  | kiesett  | kiesett | kiesett  |
| Christophe Impens | 1500 m      | 3:40,16  | 3.       | 24.      |             |             |             | 3:37,64  | 8.       | 18.      | kiesett | kiesett  |
| Eddy Hellebuyck   | Maraton     |          |          |          |             |             |             |          |          |          | 2:25:04 | 67.      |
| Sven Pieters      | 110 m gát   | 13,56    | 3.       | 10.**    | 13,36       | 2.          | 6.          | 13,59    | 7.       | 13.*     | kiesett | kiesett  |
| Johan Lisabeth    | 110 m gát   | 13,72    | 4.       | 25.*     | 13,53       | 3.          | 14.         | DNF      | AC.      | 17.      | kiesett | kiesett  |
| Jonathan N'Senga  | 110 m gát   | 13,61    | 3.       | 15.      | 13,63       | 7.          | 21.         | kiesett  | kiesett  | kiesett  | kiesett | kiesett  |
| Marc Dollendorf   | 400 m gát   | 49,49    | 2.       | 21.      |             |             |             | 48,91    | 8.       | 14.      | kiesett | kiesett  |
| Jean-Paul Bruwier | 400 m gát   | 49,69    | 6.       | 26.      |             |             |             | kiesett  | kiesett  | kiesett  | kiesett | kiesett  |

| Versenyző | Versenyszám | Selejtező | Selejtező | Döntő    | Döntő    |
| Versenyző | Versenyszám | Eredmény  | Helyezés  | Eredmény | Helyezés |
| --------- | ----------- | --------- | --------- | -------- | -------- |
| Erik Nys  | Távolugrás  | 816 cm    | 5.        | 772 cm   | 13.      |

Női
| Versenyző       | Versenyszám | Előfutam | Előfutam | Előfutam | Elődöntő | Elődöntő | Elődöntő | Döntő   | Döntő    |
| Versenyző       | Versenyszám | Idő      | Hely.    | Össz.    | Idő      | Hely.    | Össz.    | Idő     | Helyezés |
| --------------- | ----------- | -------- | -------- | -------- | -------- | -------- | -------- | ------- | -------- |
| Marleen Renders | Maraton     |          |          |          |          |          |          | 2:36:27 | 25.      |
| Ann Mercken     | 400 m gát   | 55,88    | 3.       | 16.      | 54,95    | 6.       | 12.      | kiesett | kiesett  |

* - egy másik versenyzővel azonos eredményt ért el

** - két másik versenyzővel azonos eredményt ért el

## Birkózás
Kötöttfogású
| Versenyző            | Versenyszám | 32-es főtábla                | Nyolcaddöntő      | Negyeddöntő       | Elődöntő          | Vigaszág 2. kör          | Vigaszág 3. kör   | Vigaszág 4. kör   | Vigaszág 5. kör   | Vigaszág 6. kör   | Bronz- mérkőzés   | Döntő             | Helyezés |
| Versenyző            | Versenyszám | Ellenfél Eredmény            | Ellenfél Eredmény | Ellenfél Eredmény | Ellenfél Eredmény | Ellenfél Eredmény        | Ellenfél Eredmény | Ellenfél Eredmény | Ellenfél Eredmény | Ellenfél Eredmény | Ellenfél Eredmény | Ellenfél Eredmény | Helyezés |
| -------------------- | ----------- | ---------------------------- | ----------------- | ----------------- | ----------------- | ------------------------ | ----------------- | ----------------- | ----------------- | ----------------- | ----------------- | ----------------- | -------- |
| Jean-Pierre Wafflard | 82 kg       | Valerij Cilenyc (BLR) · 0–10 |                   |                   |                   | Pavel Frinta (CZE) · 0–2 | kiesett           | kiesett           | kiesett           | kiesett           | kiesett           |                   | 17.      |

## Cselgáncs
Férfi
| Versenyző           | Versenyszám | Selejtező         | 32-es főtábla                  | Nyolcaddöntő               | Negyeddöntő               | Elődöntő                | Vigaszág első kör      | Vigaszág negyeddöntő     | Vigaszág elődöntő                | Bronz- mérkőzés              | Döntő             | Helyezés |
| Versenyző           | Versenyszám | Ellenfél Eredmény | Ellenfél Eredmény              | Ellenfél Eredmény          | Ellenfél Eredmény         | Ellenfél Eredmény       | Ellenfél Eredmény      | Ellenfél Eredmény        | Ellenfél Eredmény                | Ellenfél Eredmény            | Ellenfél Eredmény | Helyezés |
| ------------------- | ----------- | ----------------- | ------------------------------ | -------------------------- | ------------------------- | ----------------------- | ---------------------- | ------------------------ | -------------------------------- | ---------------------------- | ----------------- | -------- |
| Philip Laats        | Harmatsúly  | erőnyerő          | Giorgi Revazishvili (GEO) · GY | Orlando Fuentes (USA) · GY | Jarosław Lewak (POL) · GY | Udo Quellmalz (GER) · V |                        |                          |                                  | Henrique Guimarães (BRA) · V |                   | 5.       |
| Johan Laats         | Váltósúly   | erőnyerő          | Dragoljub Radulović (SCG) · GY | Stefan Dott (GER) · V      |                           |                         | Ricky Dixon (NCA) · GY | Iraklı Uznadze (TUR) · V | kiesett                          | kiesett                      |                   | 9.       |
| Harry Van Barneveld | Nehézsúly   | erőnyerő          | David Douillet (FRA) · V       |                            |                           |                         | Igor Muller (LUX) · GY | Eric Krieger (AUT) · GY  | Harálambosz Papaioánu (GRE) · GY | Liu Shenggang (CHN) · GY     |                   |          |

Női
| Versenyző         | Versenyszám  | Selejtező                | Nyolcaddöntő                               | Negyeddöntő                 | Elődöntő                                     | Vigaszág első kör | Vigaszág negyeddöntő        | Vigaszág elődöntő             | Bronz- mérkőzés       | Döntő                  | Helyezés |
| Versenyző         | Versenyszám  | Ellenfél Eredmény        | Ellenfél Eredmény                          | Ellenfél Eredmény           | Ellenfél Eredmény                            | Ellenfél Eredmény | Ellenfél Eredmény           | Ellenfél Eredmény             | Ellenfél Eredmény     | Ellenfél Eredmény      | Helyezés |
| ----------------- | ------------ | ------------------------ | ------------------------------------------ | --------------------------- | -------------------------------------------- | ----------------- | --------------------------- | ----------------------------- | --------------------- | ---------------------- | -------- |
| Heidi Goossens    | Harmatsúly   | Marisa Pedulla (USA) · V | kiesett                                    | kiesett                     | kiesett                                      |                   |                             |                               |                       |                        | 18.      |
| Marisabel Lomba   | Könnyűsúly   | erőnyerő                 | Csong Szonjong (Jeong Seon-Yong) (KOR) · V |                             |                                              | erőnyerő          | Mizogucsi Noriko (JPN) · GY | Zülfiyyə Hüseynova (AZE) · GY | Liu Chuang (CHN) · GY |                        |          |
| Gella Vandecaveye | Váltósúly    | erőnyerő                 | Hajer Tbessi (TUN) · GY                    | Xiomara Griffith (VEN) · GY | Csong Szongszuk (Jeong Seong-Suk) (KOR) · GY |                   |                             |                               |                       | Emoto Júko (JPN) · V   |          |
| Ulla Werbrouck    | Félnehézsúly | erőnyerő                 | Szvetlana Galante (RUS) · GY               | Cristina Curto (ESP) · GY   | Tetyana Beljajeva (UKR) · GY                 |                   |                             |                               |                       | Tanabe Jóko (JPN) · GY |          |

## Evezés
Férfi
| Versenyző                     | Versenyszám              | Előfutam | Előfutam | 1. vigaszág | 1. vigaszág | 2. vigaszág | 2. vigaszág | Elődöntő | Elődöntő | Elődöntő | Döntő | Döntő   | Döntő | Helyezés |
| Versenyző                     | Versenyszám              | Idő      | Hely.    | Idő         | Hely.       | Idő         | Hely.       | Típus    | Idő      | Hely.    | Típus | Idő     | Hely. | Helyezés |
| ----------------------------- | ------------------------ | -------- | -------- | ----------- | ----------- | ----------- | ----------- | -------- | -------- | -------- | ----- | ------- | ----- | -------- |
| Tom Symoens Björn Hendrickx   | Kétpárevezős             | 6:54,80  | 3.       | 6:48,45     | 2.          | erőnyerő    | erőnyerő    | A/B      | 6:48,13  | 5.       | B     | 6:21,89 | 4.    | 10.      |
| Luc Goiris Jaak Van Driessche | Kormányos nélküli kettes | 6:43,83  | 4.       | 7:06,76     | 2.          |             |             | A/B      | 6:55,84  | 5.       | B     | 6:34,46 | 2.    | 8.       |

Női
| Versenyző        | Versenyszám  | Előfutam | Előfutam | Vigaszág | Vigaszág | Elődöntő | Elődöntő | Elődöntő | Döntő | Döntő   | Döntő | Helyezés |
| Versenyző        | Versenyszám  | Idő      | Hely.    | Idő      | Hely.    | Típus    | Idő      | Hely.    | Típus | Idő     | Hely. | Helyezés |
| ---------------- | ------------ | -------- | -------- | -------- | -------- | -------- | -------- | -------- | ----- | ------- | ----- | -------- |
| Annelies Bredael | Egypárevezős | 8:08,40  | 2.       | 8:33,72  | 2.       | A/B      | 8:05,78  | 4.       | B     | 7:25,83 | 1.    | 7.       |

## Íjászat
Férfi
| Versenyző      | Versenyszám | Selejtező | Selejtező | 64-es főtábla                   | 32-es főtábla                   | Nyolcaddöntő                      | Negyeddöntő                         | Elődöntő                          | Döntő                                                     | Helyezés |
| Versenyző      | Versenyszám | Pont      | Kiemelt   | Ellenfél Eredmény               | Ellenfél Eredmény               | Ellenfél Eredmény                 | Ellenfél Eredmény                   | Ellenfél Eredmény                 | Ellenfél Eredmény                                         | Helyezés |
| -------------- | ----------- | --------- | --------- | ------------------------------- | ------------------------------- | --------------------------------- | ----------------------------------- | --------------------------------- | --------------------------------------------------------- | -------- |
| Paul Vermeiren | Egyéni      | 659       | 21.       | Limba Rám (IND) (44.) · 165–140 | Rod White (USA) (12.) · 159–158 | Samo Medved (SLO) (28.) · 161–159 | Lionel Torrés (FRA) (45.) · 111–106 | Justin Huish (USA) (9.) · 103–112 | Bronzmérkőzés · O Gjomun (O Gyo-Mun) (KOR) (3.) · 110–115 | 4.       |

## Kajak-kenu

### Síkvízi
Férfi
| Versenyző                       | Versenyszám         | Előfutam | Előfutam | Előfutam | Vigaszág | Vigaszág | Vigaszág | Elődöntő | Elődöntő | Elődöntő | Döntő   | Döntő    |
| Versenyző                       | Versenyszám         | Idő      | Hely.    | Össz.    | Idő      | Hely.    | Össz.    | Idő      | Hely.    | Össz.    | Idő     | Helyezés |
| ------------------------------- | ------------------- | -------- | -------- | -------- | -------- | -------- | -------- | -------- | -------- | -------- | ------- | -------- |
| David Taboureau Mark Vendeweyer | Kajak kettes 500 m  | 1:37,118 | 5.       | 17.      | 1:39,619 | 5.       | 7.       | 1:34,807 | 8.       | 16.      | kiesett | kiesett  |
| David Taboureau Mark Vendeweyer | Kajak kettes 1000 m | 3:44,778 | 5.       | 13.      | 3:36,976 | 6.       | 9.       | kiesett  | kiesett  | kiesett  | kiesett | kiesett  |

Női
| Versenyző             | Versenyszám       | Előfutam | Előfutam | Előfutam | Vigaszág | Vigaszág | Vigaszág | Elődöntő | Elődöntő | Elődöntő | Döntő   | Döntő    |
| Versenyző             | Versenyszám       | Idő      | Hely.    | Össz.    | Idő      | Hely.    | Össz.    | Idő      | Hely.    | Össz.    | Idő     | Helyezés |
| --------------------- | ----------------- | -------- | -------- | -------- | -------- | -------- | -------- | -------- | -------- | -------- | ------- | -------- |
| Delphine Van De Venne | Kajak egyes 500 m | 1:57,363 | 4.       | 12.      | 1:59,027 | 3.       | 3.       | 1:54,687 | 6.       | 12.      | kiesett | kiesett  |

## Kerékpározás

### Hegyi-kerékpározás
| Versenyző            | Versenyszám        | Idő                | Helyezés      |
| -------------------- | ------------------ | ------------------ | ------------- |
| Roel Paulissen       | Férfi terepverseny | 2:33:53 (+0:16:15) | 17.           |
| Peter Van Den Abeele | Férfi terepverseny | nem ért célba      | nem ért célba |

### Országúti kerékpározás
Férfi
| Versenyző           | Versenyszám   | Idő                | Helyezés |
| ------------------- | ------------- | ------------------ | -------- |
| Johan Museeuw       | Mezőnyverseny | 4:55:25 (+1:29)    | 10.      |
| Wilfried Peeters    | Mezőnyverseny | 4:56:28 (+2:32)    | 15.      |
| Frank Vandenbroucke | Mezőnyverseny | 4:56:44 (+2:48)    | 25.      |
| Tom Steels          | Mezőnyverseny | 4:56:56 (+3:00)    | 109.     |
| Johan Bruyneel      | Mezőnyverseny | 4:56:47 (+2:51)    | 60.      |
| Johan Bruyneel      | Időfutam      | 1:10:12 (+0:06:07) | 24.      |

Női
| Versenyző           | Versenyszám   | Idő             | Helyezés |
| ------------------- | ------------- | --------------- | -------- |
| Heidi Van De Vijver | Mezőnyverseny | 2:37:06 (+0:53) | 20.      |

### Pálya-kerékpározás
Pontversenyek
| Név              | Versenyszám       | Pont | Körhátrány | Helyezés |
| ---------------- | ----------------- | ---- | ---------- | -------- |
| Étienne De Wilde | Férfi pontverseny | 0    | -2         | 24.      |

## Lovaglás
Díjlovaglás
| Versenyző        | Ló     | Versenyszám | 1. kör | 1. kör | 2. kör | 2. kör | 3. kör  | 3. kör  | Végeredmény | Végeredmény |
| Versenyző        | Ló     | Versenyszám | Pont   | Hely.  | Pont   | Hely.  | Pont    | Hely.   | Pont        | Helyezés    |
| ---------------- | ------ | ----------- | ------ | ------ | ------ | ------ | ------- | ------- | ----------- | ----------- |
| Arlette Holsters | Faible | Egyéni      | 66,32  | 20.    | 68,14  | 16.    | kiesett | kiesett | kiesett     | kiesett     |

Díjugratás
| Versenyző                                                         | Ló           | Versenyszám | Selejtező | Selejtező | Selejtező | Selejtező | Selejtező | Selejtező | Selejtező | Selejtező | Döntő   | Döntő   | Döntő  | Döntő  | Végeredmény | Végeredmény |
| Versenyző                                                         | Ló           | Versenyszám | 1. kör    | 1. kör    | 2. kör    | 2. kör    | 2. kör    | 3. kör    | 3. kör    | 3. kör    | 1. kör  | 1. kör  | 2. kör | 2. kör | Végeredmény | Végeredmény |
| Versenyző                                                         | Ló           | Versenyszám | Bünt.     | Hely.     | Bünt.     | Össz.     | Hely.     | Bünt.     | Össz.     | Hely.     | Bünt.   | Hely.   | Bünt.  | Hely.  | Bünt.       | Helyezés    |
| ----------------------------------------------------------------- | ------------ | ----------- | --------- | --------- | --------- | --------- | --------- | --------- | --------- | --------- | ------- | ------- | ------ | ------ | ----------- | ----------- |
| Ludo Philippaerts                                                 | King Darco   | Egyéni      | 0,00      | 1.        | 4,00      | 4,00      | 5.        | 0,00      | 4,00      | 3.        | 16,00   | 20.**   |        |        | 16,00       | 20.**       |
| Stanny Van Paesschen                                              | Mulga Bill   | Egyéni      | 12,00     | 58.       | 12,00     | 24,00     | 51.       | 8,00      | 32,00     | 50.       | kiesett | kiesett |        |        | kiesett     | kiesett     |
| Michel Blaton                                                     | Revoulino    | Egyéni      | 9,00      | 54.       | 17,75     | 26,75     | 60.       | 8,50      | 35,25     | 53.       | kiesett | kiesett |        |        | kiesett     | kiesett     |
| Eric Wauters                                                      | Bon Ami      | Egyéni      | 4,00      | 14.       | 16,00     | 20,00     | 45.       | 37,50     | 57,50     | 67.       | kiesett | kiesett |        |        | kiesett     | kiesett     |
| Ludo Philippaerts Stanny Van Paesschen Michel Blaton Eric Wauters | lásd fentebb | Csapat      |           |           |           |           |           |           |           |           | 32,00   | 13.     | 16,50  | 9.     | 48,50       | 13.         |

** - két másik versenyzővel azonos eredményt ért el
Lovastusa
| Versenyző                   | Ló    | Versenyszám | Díjlovaglás | Díjlovaglás | Tereplovaglás | Tereplovaglás | Tereplovaglás | Díjugratás | Díjugratás | Végeredmény | Végeredmény |
| Versenyző                   | Ló    | Versenyszám | Bünt.       | Hely.       | Bünt.         | Össz.         | Hely.         | Bünt.      | Hely.      | Bünt.       | Helyezés    |
| --------------------------- | ----- | ----------- | ----------- | ----------- | ------------- | ------------- | ------------- | ---------- | ---------- | ----------- | ----------- |
| Constantin Van Rijckevorsel | Ootis | Egyéni      | 55,80       | 22.         | 21,60         | 77,40         | 6.            | 10,00      | 11.        | 87,40       | 8.          |

## Sportlövészet
Férfi
| Versenyző       | Versenyszám | Selejtező | Selejtező | Döntő   | Döntő    |
| Versenyző       | Versenyszám | Pont      | Helyezés  | Pont    | Helyezés |
| --------------- | ----------- | --------- | --------- | ------- | -------- |
| Philippe Dupont | Dupla trap  | 130       | 19.**     | kiesett | kiesett  |
| Philippe Dupont | Trap        | 119       | 20.*****  | kiesett | kiesett  |
| Frans Peeters   | Trap        | 114       | 49.****   | kiesett | kiesett  |
| Frans Peeters   | Dupla trap  | 128       | 22.*      | kiesett | kiesett  |

Női
| Versenyző    | Versenyszám | Selejtező | Selejtező | Döntő   | Döntő    |
| Versenyző    | Versenyszám | Pont      | Helyezés  | Pont    | Helyezés |
| ------------ | ----------- | --------- | --------- | ------- | -------- |
| Cindy Bouque | Légpuska    | 389       | 25.***    | kiesett | kiesett  |
| Anne Focan   | Dupla trap  | 91        | 20.       | kiesett | kiesett  |

* - egy másik versenyzővel azonos eredményt ért el

** - két másik versenyzővel azonos eredményt ért el

*** - három másik versenyzővel azonos eredményt ért el

**** - hat másik versenyzővel azonos eredményt ért el

***** - tíz másik versenyzővel azonos eredményt ért el

## Tenisz
Női
| Versenyző                          | Versenyszám | 64-es főtábla                            | 32-es főtábla                                                           | Nyolcaddöntő                                                  | Negyeddöntő       | Elődöntő          | Bronz- mérkőzés   | Döntő             | Helyezés |
| Versenyző                          | Versenyszám | Ellenfél Eredmény                        | Ellenfél Eredmény                                                       | Ellenfél Eredmény                                             | Ellenfél Eredmény | Ellenfél Eredmény | Ellenfél Eredmény | Ellenfél Eredmény | Helyezés |
| ---------------------------------- | ----------- | ---------------------------------------- | ----------------------------------------------------------------------- | ------------------------------------------------------------- | ----------------- | ----------------- | ----------------- | ----------------- | -------- |
| Laurence Courtois                  | Egyes       | Anna Kurnyikova (RUS) · 1–6, 6–2, 6–2    | Karina Habšudová (SVK) · 5–7, 2–6                                       | kiesett                                                       | kiesett           | kiesett           | kiesett           | kiesett           | 17.      |
| Dominique Van Roost                | Egyes       | Arantxa Sánchez Vicario (ESP) · 1–6, 4–6 | kiesett                                                                 | kiesett                                                       | kiesett           | kiesett           | kiesett           | kiesett           | 33.      |
| Sabine Appelmans                   | Egyes       | Natallja Zverava (BLR) · 5–7, 3–6        | kiesett                                                                 | kiesett                                                       | kiesett           | kiesett           | kiesett           | kiesett           | 33.      |
| Sabine Appelmans Laurence Courtois | Páros       |                                          | Argentína (ARG) · Gabriela Sabatini · Patricia Tarabini · 5–7, 6–3, 6–4 | Svájc (SUI) · Martina Hingis · Patty Schnyder · 6–2, 1–6, 5–7 | kiesett           | kiesett           | kiesett           | kiesett           | 9.       |

## Torna

### Ritmikus gimnasztika
| Versenyző         | Versenyszám | Selejtező | Selejtező | Elődöntő | Elődöntő | Döntő   | Döntő    |
| Versenyző         | Versenyszám | Pont      | Hely.     | Pont     | Hely.    | Pont    | Helyezés |
| ----------------- | ----------- | --------- | --------- | -------- | -------- | ------- | -------- |
| Cindy Stollenberg | Egyéni      | 36,464    | 31.       | kiesett  | kiesett  | kiesett | kiesett  |

## Úszás
Férfi
| Versenyző          | Versenyszám | Előfutam | Előfutam | Előfutam | Döntő   | Döntő   | Döntő   | Helyezés |
| Versenyző          | Versenyszám | Idő      | Hely.    | Össz.    | Típus   | Idő     | Hely.   | Helyezés |
| ------------------ | ----------- | -------- | -------- | -------- | ------- | ------- | ------- | -------- |
| Fred Deburghgraeve | 100 m mell  | 1:00,60  | 1.       | 1.       | A       | 1:00,65 | 1.      |          |
| Fred Deburghgraeve | 200 m mell  | 2:16,10  | 4.       | 15.      | kiesett | kiesett | kiesett | kiesett  |

Női
| Versenyző      | Versenyszám  | Előfutam | Előfutam | Előfutam | Döntő   | Döntő   | Döntő   | Helyezés |
| Versenyző      | Versenyszám  | Idő      | Hely.    | Össz.    | Típus   | Idő     | Hely.   | Helyezés |
| -------------- | ------------ | -------- | -------- | -------- | ------- | ------- | ------- | -------- |
| Sandra Cam     | 200 m gyors  | 2:04,90  | 1.       | 26.      | kiesett | kiesett | kiesett | kiesett  |
| Sandra Cam     | 400 m gyors  | 4:17,35  | 6.       | 17.      | B       | 4:14,94 | 2.      | 10.      |
| Sandra Cam     | 800 m gyors  | 8:48,33  | 5.       | 16.      | kiesett | kiesett | kiesett | kiesett  |
| Yseult Gervy   | 100 m hát    | 1:05,72  | 4.       | 25.      | kiesett | kiesett | kiesett | kiesett  |
| Yseult Gervy   | 200 m hát    | 2:18,69  | 8.       | 22.      | kiesett | kiesett | kiesett | kiesett  |
| Yseult Gervy   | 400 m vegyes | 4:53,11  | 1.       | 16.      | B       | 4:52,89 | 7.      | 15.      |
| Brigitte Becue | 100 m mell   | 1:09,83  | 2.       | 8.       | A       | 1:09,79 | 8.      | 8.       |
| Brigitte Becue | 200 m mell   | 2:29,62  | 3.       | 6.       | A       | 2:28,36 | 7.      | 7.       |
| Brigitte Becue | 200 m vegyes | 2:18,28  | 6.       | 17.      | kiesett | kiesett | kiesett | kiesett  |

## Vitorlázás
Férfi
| Versenyző           | Versenyszám | Futam | Futam | Futam | Futam | Futam | Futam | Futam | Futam | Futam | Futam | Pontszám | Helyezés |
| Versenyző           | Versenyszám | 1     | 2     | 3     | 4     | 5     | 6     | 7     | 8     | 9     | 10    | Pontszám | Helyezés |
| ------------------- | ----------- | ----- | ----- | ----- | ----- | ----- | ----- | ----- | ----- | ----- | ----- | -------- | -------- |
| Sébastien Godefroid | Finn dingi  | 13    | (24)  | 5     | 5     | 4     | 3     | (16)  | 7     | 2     | 6     | 45,0     |          |

Női
| Versenyző        | Versenyszám | Futam | Futam | Futam | Futam | Futam | Futam | Futam | Futam | Futam | Futam | Futam | Pontszám | Helyezés |
| Versenyző        | Versenyszám | 1     | 2     | 3     | 4     | 5     | 6     | 7     | 8     | 9     | 10    | 11    | Pontszám | Helyezés |
| ---------------- | ----------- | ----- | ----- | ----- | ----- | ----- | ----- | ----- | ----- | ----- | ----- | ----- | -------- | -------- |
| Ingrid Bellemans | Europe      | (21)  | 12    | 19    | 19    | 18    | 17    | 18    | 12    | 13    | (27)  | 20    | 148,0    | 21.      |

Nyílt
| Versenyző         | Versenyszám | Futam | Futam | Futam | Futam | Futam | Futam | Futam | Futam | Futam | Futam | Futam | Pontszám | Helyezés |
| Versenyző         | Versenyszám | 1     | 2     | 3     | 4     | 5     | 6     | 7     | 8     | 9     | 10    | 11    | Pontszám | Helyezés |
| ----------------- | ----------- | ----- | ----- | ----- | ----- | ----- | ----- | ----- | ----- | ----- | ----- | ----- | -------- | -------- |
| Philippe Bergmans | Laser       | 11    | 11    | (25)  | 10    | 20    | 15    | 25    | 22    | (28)  | 24    | 6     | 144,0    | 18.      |